# Robert Stirling

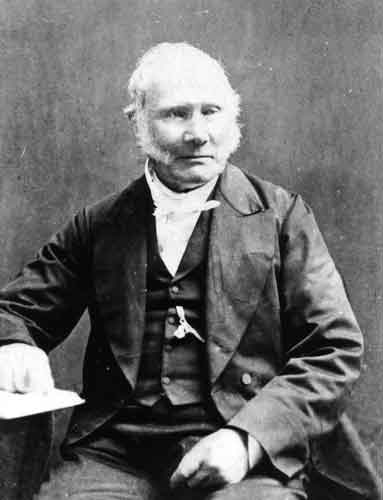
Robert Stirling

Robert Stirling (Cloag (Perthshire), 25 oktober 1790 – Galston (East Ayrshire), 6 juni 1878) was een Schotse dominee, en de uitvinder van een zeer efficiënte warmtemotor. Alle regeneratieve  gasmotoren met een gesloten cyclus staan tegenwoordig bekend als stirlingmotoren.
Stirling werd geboren als de derde van acht kinderen. Van zijn vader erfde hij een belangstelling voor constructietechniek, maar hij studeerde theologie en werd dominee van de Schotse kerk (Church of Scotland) in 1816. 
Al spoedig begon hij zich zorgen te maken om de gevaren waaraan de arbeiders in zijn gemeente blootstonden door het gebruik van stoommachines, die vaak explodeerden omdat er in die tijd nog geen goede kwaliteit plaatstaal beschikbaar was. Hij besloot het ontwerp van een al bestaand type luchtmotor te verbeteren in de hoop dat dit een veiliger alternatief zou opleveren.
Binnen een jaar had hij de regenerator bedacht, die hij de heat economiser (warmtespaarder) noemde, een onderdeel waardoor het energieverbruik van de luchtmotor werd verbeterd. Hij kreeg er in 1817 een patent op, en op de luchtmotor waarin de regenerator was ingebouwd. Stirlings motor kon niet exploderen omdat hij bij veel lagere drukken werkte, en kon geen stoomverbrandingen veroorzaken. In 1818 bouwde hij de eerste praktisch bruikbare versie van zijn motor die werd gebruikt om water uit een steengroeve te pompen.
In 1819 trouwde hij met Jean Rankin met wie hij 7 kinderen zou krijgen.
Later werkte hij in Kilmarnock samen met een andere uitvinder, Thomas Morton, die een werkplaats had die Stirling voor zijn onderzoek kon gebruiken. Beide mannen waren zeer geïnteresseerd in astronomie en Stirling bedacht verschillende optische instrumenten nadat hij van Morton had geleerd hoe hij lenzen kon slijpen.
Roberts broer James, die ook ingenieur was, bouwde een grote luchtmotor in zijn Dundee Foundry Company. 
In een brief van 1876 erkende Robert Stirling het belang van de nieuwe uitvinding van Henry Bessemer - het bessemerproces voor de staalfabricage, dat stoommachines veiliger maakte waardoor de luchtmotor steeds meer naar de achtergrond werd verdrongen. Hij sprak echter de hoop uit dat het nieuwe materiaal ook de luchtmotoren beter zou maken.
De theoretische basis voor zijn motor, de stirlingcyclus, zou pas met het werk van Sadi Carnot goed begrepen worden. Carnot bedacht en publiceerde in 1825 een algemene theorie voor warmtemotoren, de carnotcyclus (carnotproces), waarvan de stirlingcyclus een bijzonder geval is.

## Noot
1. ↑  regeneratief: terugwinnend, herwinnend

- Gemeinsame Normdatei: 119391759
- International Standard Name Identifier: 0000 0000 3709 0741
- Library of Congress Control Number: nb2004302009
- SNAC: w6715d97
- Système universitaire de documentation: 162529511
- Virtual International Authority File: 820818
- WorldCat: E39PBJrrwk3DPH3Cy74TBgB9Dq